# NGC 1593
NGC 1593 (другие обозначения — NGC 1608, MCG 0-12-44, IC 2077, ZWG 393.37, UGC 3082, NPM1G +00.0156, PGC 15447) — линзообразная галактика (S0) в созвездии Телец.
Этот объект занесён в новый общий каталог несколько раз, с обозначениями NGC 1593, NGC 1608.
Этот объект входит в число перечисленных в оригинальной редакции «Нового общего каталога».
Галактика NGC 1593 входит в состав группы галактик NGC 1589. Помимо NGC 1593 в группу также входят ещё 9 галактик.